# Coppa di Russia 2000 (pallacanestro maschile)
La Coppa di Russia 2000 (in russo Кубок России?, Kubok Rossii) è la 1ª Coppa di Russia di pallacanestro maschile.

## Squadre
Partecipano 15 squadre iscritte alla Superliga A 2000-2001 e alla Superliga B. Inizialmente dovevano essere 16 i partecipanti ma in seguito il CSKA Mosca decise di rinunciare.

## Regolamento
Sono previste tre fasi:
- Fase I: 15 squadre vengono divise in quattro gruppi, le prime due classificate avanzano al secondo turno.
- Fase II: le squadre del turno precedente vengono divise in due gruppi; le prime due classificate avanzanoalla fase finale.

## Primo turno

### Gruppo A
|    | Squadra              | G | V | P | PF  | PS  | P.ti |
| -- | -------------------- | - | - | - | --- | --- | ---- |
| 1. | Avtodor Saratov      | 3 | 3 | 0 | 306 | 207 | 6    |
| 2. | UNICS Kazan'         | 3 | 2 | 1 | 311 | 180 | 5    |
| 3. | Ural-Great Berezniki | 3 | 1 | 2 | 205 | 271 | 4    |
| 4. | NBK Novokuzneck      | 3 | 0 | 3 | 150 | 314 | 3    |

### Gruppo B
|    | Squadra                  | G | V | P | PF  | PS  | P.ti |
| -- | ------------------------ | - | - | - | --- | --- | ---- |
| 1. | Dinamo-Avtodor Volgograd | 3 | 3 | 0 | 269 | 234 | 6    |
| 2. | Lokomotiv Vody           | 3 | 2 | 1 | 279 | 215 | 5    |
| 3. | Dinamo Majkop            | 3 | 1 | 2 | 246 | 283 | 4    |
| 4. | Stavropol'-Pograničnik   | 3 | 0 | 3 | 219 | 281 | 3    |

### Gruppo C
|    | Squadra            | G | V | P | PF  | PS  | P.ti |
| -- | ------------------ | - | - | - | --- | --- | ---- |
| 1. | Šachtër Irkutsk    | 3 | 3 | 0 | 308 | 220 | 6    |
| 2. | Universal Tomsk    | 3 | 2 | 1 | 274 | 252 | 5    |
| 3. | Lok. Novosibirsk   | 3 | 1 | 2 | 265 | 270 | 4    |
| 4. | Enisey Krasnojarsk | 3 | 0 | 3 | 206 | 311 | 3    |

### Gruppo D
|    | Squadra              | G | V | P | PF  | PS  | P.ti |
| -- | -------------------- | - | - | - | --- | --- | ---- |
| 1. | Ural Great Perm'     | 2 | 2 | 0 | 148 | 117 | 4    |
| 2. | Chimki               | 2 | 1 | 1 | 139 | 132 | 3    |
| 3. | Sptk. S. Pietroburgo | 2 | 0 | 2 | 114 | 152 | 2    |

## Secondo turno
L'UNICS Kazan' e l'Avtodor Saratov hanno rifiutato di partecipare al secondo turno, al loro posto sono stati ripescati il Dinamo Majkop e lo Spartak San Pietroburgo.

### Gruppo A
|    | Squadra                   | G | V | P | PF  | PS  | P.ti |
| -- | ------------------------- | - | - | - | --- | --- | ---- |
| 1. | Lokomotiv Mineralnye Vody | 3 | 3 | 0 | 266 | 210 | 6    |
| 2. | Spartak San Pietroburgo   | 3 | 2 | 1 | 236 | 238 | 5    |
| 3. | Šachtër Irkutsk           | 3 | 1 | 2 | 207 | 226 | 4    |
| 4. | Chimki                    | 3 | 0 | 3 | 204 | 239 | 3    |

### Gruppo B
|    | Squadra                  | G | V | P | PF  | PS  | P.ti |
| -- | ------------------------ | - | - | - | --- | --- | ---- |
| 1. | Ural Great Perm'         | 3 | 3 | 0 | 276 | 248 | 6    |
| 2. | Dinamo-Avtodor Volgograd | 3 | 2 | 1 | 247 | 243 | 5    |
| 3. | Universal Tomsk          | 3 | 1 | 2 | 275 | 281 | 4    |
| 4. | Dinamo Majkop            | 3 | 0 | 3 | 237 | 263 | 3    |

## Tabellone
|  | Semifinali               | Semifinali               | Semifinali           |                      |                  | Finale                   | Finale                   | Finale             |  |
|  |                          |                          |                      |                      |                  |                          |                          |                    |  |
|  | Lokomotiv Kuban'         | Lokomotiv Kuban'         | 86                   |                      |                  |                          |                          |                    |  |
|  | Lokomotiv Kuban'         | Lokomotiv Kuban'         | 86                   |                      |                  |                          |                          |                    |  |
|  | Dinamo-Avtodor Volgograd | Dinamo-Avtodor Volgograd | 77                   |                      |                  |                          |                          |                    |  |
|  | Dinamo-Avtodor Volgograd | Dinamo-Avtodor Volgograd | 77                   |                      | Lokomotiv Kuban' | Lokomotiv Kuban'         | 79                       |                    |  |
|  |                          |                          |                      |                      | Lokomotiv Kuban' | Lokomotiv Kuban'         | 79                       |                    |  |
|  |                          |                          | Sptk. S. Pietroburgo | Sptk. S. Pietroburgo | 70               |                          |                          |                    |  |
|  | Ural Great Perm'         | Ural Great Perm'         | Sptk. S. Pietroburgo | Sptk. S. Pietroburgo | 70               | 64                       |                          |                    |  |
|  | Ural Great Perm'         | Ural Great Perm'         |                      |                      |                  | 64                       |                          |                    |  |
|  | Sptk. S. Pietroburgo     | Sptk. S. Pietroburgo     | 77                   |                      |                  | Finale terzo posto       | Finale terzo posto       | Finale terzo posto |  |
|  | Sptk. S. Pietroburgo     | Sptk. S. Pietroburgo     | 77                   |                      |                  |                          |                          |                    |  |
|  |                          |                          |                      |                      |                  |                          |                          |                    |  |
|  |                          |                          |                      |                      |                  | Ural Great Perm'         | Ural Great Perm'         | 82                 |  |
|  |                          |                          |                      |                      |                  | Ural Great Perm'         | Ural Great Perm'         | 82                 |  |
|  |                          |                          |                      |                      |                  | Dinamo-Avtodor Volgograd | Dinamo-Avtodor Volgograd | 69                 |  |

|  | Semifinali 5º-8º posto | Semifinali 5º-8º posto | Semifinali 5º-8º posto |        |                 | Finale 5º posto | Finale 5º posto | Finale 5º posto |  |
|  |                        |                        |                        |        |                 |                 |                 |                 |  |
|  | Šachtër Irkutsk        | Šachtër Irkutsk        | 102                    |        |                 |                 |                 |                 |  |
|  | Šachtër Irkutsk        | Šachtër Irkutsk        | 102                    |        |                 |                 |                 |                 |  |
|  | Dinamo Majkop          | Dinamo Majkop          | 78                     |        |                 |                 |                 |                 |  |
|  | Dinamo Majkop          | Dinamo Majkop          | 78                     |        | Šachtër Irkutsk | Šachtër Irkutsk | 79              |                 |  |
|  |                        |                        |                        |        | Šachtër Irkutsk | Šachtër Irkutsk | 79              |                 |  |
|  |                        |                        | Chimki                 | Chimki | 80              |                 |                 |                 |  |
|  | Universal Tomsk        | Universal Tomsk        | Chimki                 | Chimki | 80              | 77              |                 |                 |  |
|  | Universal Tomsk        | Universal Tomsk        |                        |        |                 | 77              |                 |                 |  |
|  | Chimki                 | Chimki                 | 103                    |        |                 | Finale 7º posto | Finale 7º posto | Finale 7º posto |  |
|  | Chimki                 | Chimki                 | 103                    |        |                 |                 |                 |                 |  |
|  |                        |                        |                        |        |                 |                 |                 |                 |  |
|  |                        |                        |                        |        |                 | Dinamo Majkop   | Dinamo Majkop   | 73              |  |
|  |                        |                        |                        |        |                 | Dinamo Majkop   | Dinamo Majkop   | 73              |  |
|  |                        |                        |                        |        |                 | Universal Tomsk | Universal Tomsk | 103             |  |

### Finale
| Soči 8 ottobre 2000, ore 20:00 UTC+3                                                       | Sptk. S. Pietroburgo | 70 – 79 (12-24, 28-39, 43-57) referto | Lokomotiv Kuban' |  |
| \| \| \| \| \| Lucas 18 \| Punti \| 22 Meleščenko \| \| Jurij Selichov \| Allenatori \| \| |                      |                                       |                  |  |
|                                                                                            |                      |                                       |                  |  |
| Lucas 18                                                                                   | Punti                | 22 Meleščenko                         |                  |  |
| Jurij Selichov                                                                             | Allenatori           |                                       |                  |  |